# 尤寧縣 (印第安納州)
尤寧縣（英語：Union County）是美國喬治亞州東部的一個縣，東鄰俄亥俄州。面積428平方公里。根據美國2000年人口普查，共有人口7,349人。縣治利柏提。
成立於1821年1月5日。因所豁土地由韋恩縣、富蘭克林縣和費耶特縣各讓出一部份合併而成而得名。